# Godfryd van Duynsen
Godfryd van Duynsen (ur. 1502, zm. 9 lipca 1572 w Brielle) – holenderski kapłan, jeden z męczenników z Gorkum i święty Kościoła katolickiego.

## Życiorys
Porwany wraz z duchownymi w czasie wojen religijnych przez kalwinistów. Za wiarę w obecność Jezusa Chrystusa pod postaciami Eucharystycznymi i przywiązanie do papiestwa został stracony przez powieszenie. Beatyfikował go papież Klemens X 24 listopada 1675 roku, a kanonizował go papież Pius IX 29 czerwca 1867 roku.